# Beroida
De Beroida zijn een orde van dieren van de klasse Nuda. De Beroida zijn bovendien de enige orde binnen deze klasse. De orde der Beroida bestaat zelf ook uit slechts een enkele familie, de Beroidae.

## Morfologie
Beroida zijn opmerkelijk door de volledige afwezigheid van tentakels. De Beroida hebben een sterk ontwikkelde keelholte die bijna het gehele volume van het dier in beslag neemt.

## Familie
- Beroidae Eschscholtz, 1825